# Sociedade protoindo-europeia
A sociedade proto-indo-europeia existiu durante a Idade do Bronze (aproximadamente do quinto ao quarto milênio a.C.) e tem sido reconstruída através de análises das sociedades indo-europeias modernas assim como de evidências arqueológicas. A sociedade proto-indo-europeia era provavelmente patrilinear e semi-nômade, dependendo da pecuária.

## Estrutura social
O nome nativo pelo qual este povo se referia a si próprio como uma comunidade linguística ou como uma unidade étnica de tribos relacionadas não pode ser reconstruído com certeza. No século XIX e no início do século XX eram comumente chamados de arianos, mas o termo atualmente é mais utilizado para referir-se especificamente aos indo-europeus do Irã e do Indostão.
Há evidências de realeza sagrada, sugerindo que o chefe tribal ao mesmo tempo assumia o papel de sumo sacerdote. Muitas sociedades indo-européias ainda mostram sinais de uma antiga divisão tríplice de classes: o clero, os guerreiros e os fazendeiros ou lavradores. Tal divisão foi sugerida para o proto-indo-europeu por Georges Dumézil.
Se havia uma classe separada de guerreiros, então ela provavelmente teria consistido de jovens homens solteiros. Eles teriam seguido um código guerreiro em separado, inaceitável pela sociedade fora do grupo. Traços de ritos de iniciação em várias sociedades indo-européias sugerem que este grupo se identificava com os lobos e cães (ver também Berserker e Lobisomem).
O povo era organizado em povoados (*weiḱs; "vilas"), provavelmente cada uma com seu chefe (*H³rēǵs). Estes assentamentos ou vilas eram então divididos em grupos familiares (*domos), cada um encabeçado por um patriarca (*dems-potis; grego despotes, sânscrito dampati).

## Tecnologia
Tecnologicamente, a reconstrução sugere uma cultura da Idade do Bronze: palavras para bronze podem ser reconstruídas (*H²éyos) a partir do germânico, itálico e indo-iraniano, enquanto nenhuma palavra para ferro pode ser datada para a proto-língua. O ouro e a prata eram conhecidos.
Um *n̥sis era uma arma que possuía lâminas, originalmente uma adaga de bronze ou em tempos mais antigos de osso. Um *ik'mos era uma lança ou uma arma pontiaguda similar. Palavras para machado eram *H²égʷsiH² (germânico, grego, itálico) e *péleḱus (grego, indo-iraniano); estes podem ter sido feitos de pedra ou bronze.
A roda (*kʷékʷlos ou *rótH²eH²) era conhecida, certamente para carroças puxadas por bois. Bigas puxadas por cavalos se desenvolveram após a dispersão da proto-língua, sendo inventada pelos proto-indo-iranianos por volta de 2000 a.C.
A julgar pelo vocabulário, técnicas de tecelagem, entrançamento, nós de amarração, etc., eram importantes e bem desenvolvidos e usados para produção têxtil e para fabricação de cestas, cercas, paredes, etc. A tecelagem e a amarração também tinham forte conotação mágica e a magia era freqüentemente expressada por tais metáforas. Os corpos dos falecidos parecem ter sido literalmente amarrados aos seus túmulos para impedir seus retornos.

## Subsistência

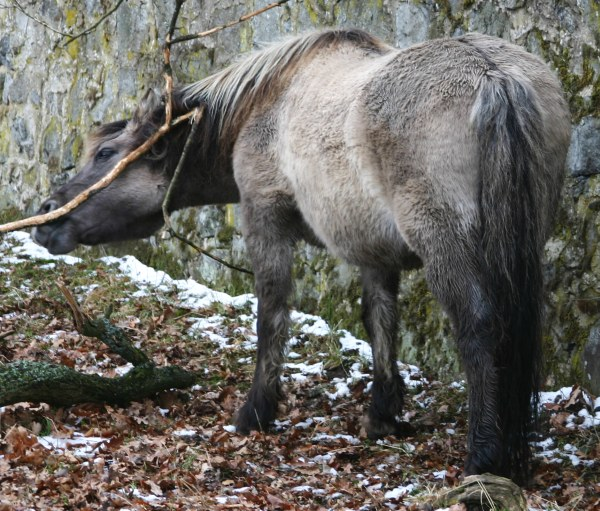
Um cavalo Tarpan (fotografado em 2004 em Sababurg, Alemanha), que se acredita ser fenotipicamente próximo ao cavalo selvagem à época da domesticação.

A sociedade proto-indo-européia dependia da pecuária. O boi (*gʷōus) era o animal mais importante para eles, e a riqueza de um homem poderia ser medida pelo número de vacas que ele possuísse. As ovelhas (*H³ówis) e cabras (*gʰáidos) também eram criadas, presumivelmente pelos de menor riqueza. A agricultura e a pesca (*písḱos) também eram praticados.
A domesticação do cavalo (ver Tarpan) talvez tenha sido uma inovação desse povo e é às vezes considerado como um fator que contribuiu para sua rápida expansão.

## Rituais e sacrifícios
Eles praticavam uma religião politeísta centralizada em ritos de sacrifício, provavelmente administrados por uma classe de sacerdotes ou xamãs.
Animais eram sacrificados (*gʰʷn̥tós) e dedicados aos deuses (*déiwos) na esperança de obter seus favores. O rei como sumo sacerdote também teria sido a figura central no estabelecimento de relações favoráveis com o outro mundo.
A hipótese Kurgan sugere funerais em túmulos ou tumbas. Líderes importantes teriam sido sepultados com seus pertences, e possivelmente também membros de sua família e esposas (sati). A prática de sacrifício humano é deduzida a partir do sítio de sacrifícios de Luhansk, na Ucrânia.

## Nomes
O uso de nomes compostos de duas palavras para os nomes pessoais, tipicamente mas não sempre atribuindo alguma característica nobre ou heróica ao seu portador, é tão comum nas línguas indo-europeias que certamente parece ser herdado. Estes nomes são freqüentemente da classe de palavras compostas que no sânscrito são chamados de compostos bahuvrīhí (बहुव्रीहि).
Eles são encontrados na região das línguas celtas (Dumnorix: "rei do mundo"; Kennedy: "cabeça feia"), nas línguas indo-arianas (Aśvaghoşa: "domador de cavalos"), em grego (Sócrates: "bom governador"; Hiparco: "mestre de cavalos"; Cleópatra: "de linhagem famosa"), nas línguas eslavas (Vladimir: "governador pacífico" - Vladimir pode ser analisado como volodi-mirom, "dominador do mundo") e nas línguas germânicas (Alfred: "conselho-elfo"; Godiva: "presente de Deus").
Os patronímicos como Gustafson, "filho de Gustav", McCool, FitzPatrick, Rodrigues, Ivanovitch ou Mazurkiewicz são também freqüentemente encontrados nas línguas indo-europeias.

## Poesia
Apenas pequenos fragmentos da poesia proto-indo-européia podem ser recuperados. O que sobreviveu de sua poesia são provérbios de duas ou três palavras, como fama eterna ou deuses imortais, que são encontrados em diversas fontes antigas. Estes parecem ter sido formados em blocos padronizados para letras de músicas.
Deduzindo principalmente do Vedas, haveria hinos de sacrifício, mitos de criação (tais como os mitos da "árvore do mundo") e contos de heróis (a destruição de uma serpente ou um dragão (*kʷr̥mis) por um homem heróico ou por um deus).
Provavelmente de grande importância para os próprios indo-europeus eram as canções enaltecendo grandes feitos por guerreiros heróicos. Além disso, para perpetuar sua glória (*ḱléuos), tais canções também abrandariam o comportamento dos guerreiros, desde que cada um precisasse considerar se sua fama eterna seria honrosa ou vergonhosa. Ver também bardo, fili, escaldo e rapsodo.

## Filosofia
Algumas palavras conectam com o PIE a compreensão do mundo:
- *gʰosti- relaciona obrigações mútuas entre as pessoas e entre os fiéis e os deuses. Desta palavra são derivadas as palavras da língua inglesa guest, "visita, convidado" e host, "anfitrião".
- *h¹r̥-tu-, h¹r̥-to-, "adequado, correto, ordenado" e também "no momento certo, ritualmente correto", relacionadas com a ordem do mundo (avéstico asha, védico rta-, rtu-.

## Genética
Três estudos genéticos recentes, de 2015, deram apoio à teoria de Marija Gimbutas de que a difusão das línguas indo-europeias teria se dado a partir das estepes russas (hipótese Kurgan). De acordo com esses estudos, o Haplogrupo R1b (ADN-Y) e o Haplogrupo R1a (ADN-Y) - hoje os mais comuns na Europa e sendo o R1a frequente também no subcontinente indiano - teriam se difundido, a partir das estepes russas, junto com as línguas indo-europeias; tendo sido detectado, também, um componente autossômico presente nos europeus de hoje que não era presente nos europeus do Neolítico, e que teria sido introduzido a partir das estepes, junto com as linhagens paternas (haplogrupo paterno) R1b e R1a, assim como com as línguas indo-europeias.
Trabalhos de arqueologia contemporâneos associam a domesticação do cavalo a essa expansão.